# Solistički koncert
Solistički koncert je glazbeno djelo za orkestar i za jedno ili više solističkih glazbala. Nastalo je u baroku, i ostaje popularan sve do danas.

## Barokni solistički koncert
U baroku je koncert imao 3 ili 4 stavka. Koncert je razvio Antonio Vivaldi koji je skladao 477 koncerata, od toga 228 za violinu. i 39 za fagot. Svakako najvažniji su 4 koncerta za violinu koji čine ciklus "Godišnja doba": Proljeće, Ljeto, Jesen i Zima. Oni su i temelj programne glazbe.
Nakon Vivaldija je svakako najvažniji skladatelj koncerta Johann Sebastian Bach, koji je također koncerte posvećivao violinu. Svakako najvažniji su "Koncert za violinu i orkestar u E-duru BWV 1042" te "Koncert za dvije violine i orkestar u d-molu BWV 1043".
U baroku su i poneki koncerti imali 4 stavka ("Koncert za violu i orkestar u G-duru" Georga Philippa Telemanna)

## Klasicistički solistički koncert
U klasicizmu je solistički koncert dobio još veće značenje te ima 3 stavka. Skladani su koncerti za violinu (Mozart, Haydn, Beethoven), violu (Hoffmeister), violončelo (Haydn, Beethoven, Boccherini), kontrabas (Dittersdorf), flautu (Mozart), obou (Cimarosa), klarinet (Mozart), fagot (Mozart), rog (Mozart, Haydn), trubu (Haydn) i klavir (Haydn, Mozart, Beethoven). 3. stavak je najčešće bio u obliku ronda. 

## Solistički koncert u romantizmu
U romantizmu skladatelji nisu skladali koncerte kao u klasicizmu i baroku, rondo je postao sve rjeđi i više koncert nije morao imati 3 stavka, kao Johannes Brahms u "Koncertu za klavir i orkestar br.2 u B-duru op.88" koji je u to vrijeme bio jedan od najdužih solističkih koncerata. Skladatelji su iskoristili sve mogućnosti instrumenta, i koncerti su postali zahtjevniji.